# 弗朗西斯·普朗克
弗朗西斯·让·马塞尔·普朗克（法語：Francis Jean Marcel Poulenc，法語：[fʁɑ̃sis ʒɑ̃ maʁsɛl pulɛ̃k]；1899年1月7日—1963年1月30日），法国钢琴家、作曲家，六人团成员之一。

## 生平
1899年1月7日生于巴黎，5岁跟母亲学钢琴，15岁时跟随西班牙钢琴家里卡多·比涅斯学习。在作曲方面，他1924年为俄国佳吉列夫芭蕾舞团作舞剧《母鹿》，一举成名。普朗克曾跟法国作曲家凯什兰学过一段时间，大多數的作曲技巧都是自學而來的。隨後其作曲技术日益精湛，创作出各种体裁的大量作品，包括几部相当杰出的歌剧，成为20世纪法国最重要的作曲家之一。其室內樂作品亦為人稱道，他曾為各種樂器創作奏鳴曲，唯於創作低音管奏鳴曲時逝世，未能完成作品。其中較為著名者有單簧管奏鳴曲及長笛奏鳴曲。大型作品包括雙鋼琴協奏曲及《加尔默罗会修女的对话》雖不甚著名，卻是細膩之作。
1963年1月30日在巴黎逝世。

## 外部連結
- 普朗克曲目列表 （页面存档备份，存于）
- 弗朗西斯·普朗克的免费乐谱，由国际乐谱典藏计划提供